# Тахелес
Арт-центр «Тахелес» (нем. Kunsthaus Tacheles) — художественный центр, существовавший в период с 1990 по 2012 год в Берлине — в здании бывшего универмага «Friedrichstraßenpassage», построенного на улице Ораниенбургер-штрассе по проекту архитектора Франца Аренса в 1907—1909 годах; центр специализировался на альтернативной культуре. В феврале 1990 года художники и сквоттеры заняли строение, подлежащее сносу в апреле; по их инициативе здание было внесено в список памятников архитектуры в феврале 1992 года. В арт-центре размещались три десятка художественных мастерских, а также — выставочные площади для современного искусства; существовали магазины и бар «Panorama-Bar».

## История и описание

### «Friedrichstraßenpassage»
Здание для универмага «Friedrichstraßenpassage» было построено в течение 15 месяцев — в 1907—1908 годах — под руководством архитектора Франца Аренса (Franz Ahrens, 1858—1937); новый комплекс занял почти квартал от улицы Фридрихштрассе до улицы Ораниенбургерштрассе и имел входы с обеих сторон — служил для соединения двух важных транспортных магистралей города. Расходы на строительство составили около 7 миллионов немецких марок.
Пятиэтажное здание было построено из железобетона и увенчано крупным ребристым куполом; по обе стороны крытой аркады располагались небольшие магазины. В комплексе также имелась собственная пневматическая система для доставки почты и товаров внутри здания. Всего через 6 месяцев после открытия, в августе 1908 года, пассаж объявил о своём банкротстве. Здание было арендовано Вольфом Вертхаймом, который в 1909 году открыл в нём новый универмаг — который проработал до 1914 года; незадолго до начала Первой мировой войны здание было продано с аукциона.
Современным исследователем не вполне ясно, как использовалось здание в период между 1914 и 1924 годами. В 1924 году бывший пассаж был перестроен и расширен — в частности, в нём был построен погреб (известен как «Tresorraum»). После 1928 года здание площадью в 10500 м² использовалось компанией «Allgemeine Elektricitäts-Gesellschaft» (AEG) в качестве выставочного зала (для демонстрации продуктов и консультирования клиентов), поскольку бывший демонстрационный зал AEG (Luisenstraße 35) был разрушен пожаром от 15 сентября 1927 года; новый владелец пассажа, банк «Berliner Commerz- und Privatbank», переименовал его в «Haus der Technik».

### Офис НСДАП
В начале 1930-х годов здание все чаще стало использоваться членами НСДАП и в середине 1930-х годов Германский трудовой фронт (DAF) открыл здесь свой постоянный офис — как отделение в гау Марка Бранденбурга (Курмарк); Фронт стал владельцем здания в 1941 году. В то же время здание стало офисом для Имперского комиссариата по вопросам консолидации германского народа. В 1943 году световые люки были замурованы, что позволило содержать на чердаке французских военнопленных; в конце Второй мировой войны второй погреб бывшего магазина был затоплен нацистскими властями — и сегодня он остается под водой. Здание было сильно повреждено во время Битвы за Берлин, хотя и не было полностью разрушено.

### В ГДР
В 1948 году здание бывшего универмага было передано Объединению свободных немецких профсоюзов (FDGB) и его состояние начало заметно ухудшаться. Кроме того, Немецкое туристическое агентство (Deutsche Reisebüro) использовало отремонтированную часть и несколько надземных этажей. Среди прочих в помещениях разместились и школа художников, и офисные помещения для RFT (Rundfunk- und Fernmelde-Technik); подвал использовался Национальной народной армией.
Кинотеатр «Camera» находился в районе входа — со стороны Фридрихштрассе — но был вынужден покинуть здание в 1958 году, из-за ухудшения его состояния. Кинозал был демонтирован, но позднее вновь открылся под названием «Oranienburger Tor Lichtspiele» (OTL). Во время восстановительных работ дизайн фасада был частично изменен — а также был построен вестибюль, для размещения кассовых аппаратов. Кинозал до сих пор используется — как театральная площадка; после реконструкции 1972 года он был переименован в «Camera».
Два обследования помещений, проведённые в 1969 и 1977 годах, показали необходимость сноса всего строения в связи с длительным интенсивным использованием и отсутствием капитального ремонта. На его месте предполагалось проложить дорогу; снос начался в 1980 году — оставшаяся после первой очереди демонтажа часть должна была быть демонтирована в апреле 1990 года.

### Арт-центр
13 февраля 1990 года инициативная группа художников заняла «Тахелес»: посредством переговоров с властями, сквоттеры сначала задержали, а затем и отменили снос. 18 февраля 1992 года остаток здания был признан памятником архитектуры. В новом центре искусств разместились три десятка художественных мастерских, а также — выставочные площади для произведений современного искусства; существовали магазины и бар «Panorama-Bar».